# کاسیا (برزیل)
کاسیا (به پرتغالی: Cássia) یک منطقهٔ مسکونی در برزیل است که در میناز ژرایس واقع شده‌است. کاسیا ۱۷٬۷۴۰ نفر جمعیت دارد.